# Vallsavan
Vallsavan är en sjö i Luleå kommun i Norrbotten och ingår i Alån-Rosåns kustområde. Sjön har en area på 0,0868 kvadratkilometer och ligger 3 meter över havet.

## Delavrinningsområde
Vallsavan ingår i det delavrinningsområde (727862-178302) som SMHI kallar för Mynnar i havet. Medelhöjden är 15 meter över havet och ytan är 11,3 kvadratkilometer. Det finns inga avrinningsområden uppströms utan avrinningsområdet är högsta punkten. Avrinningsområdets utflöde mynnar i havet. Avrinningsområdet består mestadels av skog (67 procent) och sankmarker (11 procent). Avrinningsområdet har 0,09 kvadratkilometer vattenytor vilket ger det en sjöprocent på 0,8 procent.